# 세네갈 축구 국가대표팀
세네갈 축구 국가대표팀(프랑스어: Équipe nationale de football du Senegal)은 세네갈을 대표하는 축구 국가대표팀으로 세네갈 축구 연맹에서 운영하고 있다. '테랑가의 사자들'이라는 별칭으로 알려져 있는 아프리카의 강호로 1961년 12월 31일 베냉과의 국제 A매치 데뷔전에서 2-3으로 석패했다. 홈 구장으로는 레오폴드 세다르 셍고르 스타디움을 사용하고 있으며 감독은 파페 티아우이다.

## 국제 대회 경력

### FIFA 월드컵
월드컵 본선에는 2번 출전하여 이 중 2002년 대회에서 8강에 오르는 돌풍을 일으켰다. 특히 개막전에서 디펜딩 챔피언 프랑스를 1-0으로 꺾는 이변을 일으켰고 16강전에서는 1958년 대회 준우승팀인 스웨덴을 상대로 헨릭 라르손에게 선제골을 내주며 끌려가다가 앙리 카마라의 동점골과 역전 골든골로 2-1의 역전승을 거두며 1990년 카메룬에 이어 월드컵 8강에 오른 역대 2번째 아프리카 국가가 되었다. 비록 터키와의 8강전에서 0-1로 패하며 4강 진출은 좌절됐지만 이 대회에서 내로라하는 강팀들을 차례대로 꺾고 8강에 오르면서 전 세계인들에게 강한 인상을 심어줬다. 그리고 12년동안 월드컵 아프리카 지역 예선에서 탈락의 고배를 마셨다가 2018년 대회를 통해 16년만에 통산 2번째 월드컵 본선에 합류했고 조별리그 3경기에서 1승 1무 1패로 같은 조의 일본과 승점·득실차·득점에서 모두 동률을 이뤘으나 페어플레이 점수에서 일본에게 밀려 조 3위로 16강 문턱에서 주저앉았다.

### 아프리카 네이션스컵
아프리카 네이션스컵 본선에는 15번 출전하여 이 가운데 2021년 대회에서 사상 첫 우승컵을 들어올렸고 2번의 대회(2000년, 2019년)에서 준우승을 차지했으며 또 2번의 대회(1990년, 2006년)에서는 4위를 차지했다.

## 기타 국제 대회 경력
아밀카르 카브랄컵에서는 8번의 우승을 차지하면서 2007년을 끝으로 폐지된 이 대회의 최다 우승국 타이틀을 영구 소유하게 되었다.

## FIFA 월드컵(본선)
| FIFA 월드컵 본선 기록 | FIFA 월드컵 본선 기록        | FIFA 월드컵 본선 기록        | FIFA 월드컵 본선 기록        | FIFA 월드컵 본선 기록        | FIFA 월드컵 본선 기록        | FIFA 월드컵 본선 기록        | FIFA 월드컵 본선 기록        | FIFA 월드컵 본선 기록        | FIFA 월드컵 본선 기록        |
| 년도                  | 결과                         | 순위                         | 경기                         | 승                           | 무*                          | 패                           | 득점                         | 실점                         | 승점                         |
| --------------------- | ---------------------------- | ---------------------------- | ---------------------------- | ---------------------------- | ---------------------------- | ---------------------------- | ---------------------------- | ---------------------------- | ---------------------------- |
| 1930년                | 독립 이전                    | 독립 이전                    | 독립 이전                    | 독립 이전                    | 독립 이전                    | 독립 이전                    | 독립 이전                    | 독립 이전                    | 독립 이전                    |
| 1934년                | 독립 이전                    | 독립 이전                    | 독립 이전                    | 독립 이전                    | 독립 이전                    | 독립 이전                    | 독립 이전                    | 독립 이전                    | 독립 이전                    |
| 1938년                | 독립 이전                    | 독립 이전                    | 독립 이전                    | 독립 이전                    | 독립 이전                    | 독립 이전                    | 독립 이전                    | 독립 이전                    | 독립 이전                    |
| 1950년                | 독립 이전                    | 독립 이전                    | 독립 이전                    | 독립 이전                    | 독립 이전                    | 독립 이전                    | 독립 이전                    | 독립 이전                    | 독립 이전                    |
| 1954년                | 독립 이전                    | 독립 이전                    | 독립 이전                    | 독립 이전                    | 독립 이전                    | 독립 이전                    | 독립 이전                    | 독립 이전                    | 독립 이전                    |
| 1958년                | 독립 이전                    | 독립 이전                    | 독립 이전                    | 독립 이전                    | 독립 이전                    | 독립 이전                    | 독립 이전                    | 독립 이전                    | 독립 이전                    |
| 1962년                | 없음                         | 없음                         | 없음                         | 없음                         | 없음                         | 없음                         | 없음                         | 없음                         | 없음                         |
| 1966년                | 기권                         | 기권                         | 기권                         | 기권                         | 기권                         | 기권                         | 기권                         | 기권                         | 기권                         |
| 1970년                | 예선 탈락                    | 예선 탈락                    | 예선 탈락                    | 예선 탈락                    | 예선 탈락                    | 예선 탈락                    | 예선 탈락                    | 예선 탈락                    | 예선 탈락                    |
| 1974년                | 예선 탈락                    | 예선 탈락                    | 예선 탈락                    | 예선 탈락                    | 예선 탈락                    | 예선 탈락                    | 예선 탈락                    | 예선 탈락                    | 예선 탈락                    |
| 1978년                | 예선 탈락                    | 예선 탈락                    | 예선 탈락                    | 예선 탈락                    | 예선 탈락                    | 예선 탈락                    | 예선 탈락                    | 예선 탈락                    | 예선 탈락                    |
| 1982년                | 예선 탈락                    | 예선 탈락                    | 예선 탈락                    | 예선 탈락                    | 예선 탈락                    | 예선 탈락                    | 예선 탈락                    | 예선 탈락                    | 예선 탈락                    |
| 1986년                | 예선 탈락                    | 예선 탈락                    | 예선 탈락                    | 예선 탈락                    | 예선 탈락                    | 예선 탈락                    | 예선 탈락                    | 예선 탈락                    | 예선 탈락                    |
| 1990년                | 불참                         | 불참                         | 불참                         | 불참                         | 불참                         | 불참                         | 불참                         | 불참                         | 불참                         |
| 1994년                | 예선 탈락                    | 예선 탈락                    | 예선 탈락                    | 예선 탈락                    | 예선 탈락                    | 예선 탈락                    | 예선 탈락                    | 예선 탈락                    | 예선 탈락                    |
| 1998년                | 예선 탈락                    | 예선 탈락                    | 예선 탈락                    | 예선 탈락                    | 예선 탈락                    | 예선 탈락                    | 예선 탈락                    | 예선 탈락                    | 예선 탈락                    |
| 2002년                | 8강                          | 7위                          | 5                            | 2                            | 2                            | 1                            | 7                            | 6                            | 8                            |
| 2006년                | 예선 탈락                    | 예선 탈락                    | 예선 탈락                    | 예선 탈락                    | 예선 탈락                    | 예선 탈락                    | 예선 탈락                    | 예선 탈락                    | 예선 탈락                    |
| 2010년                | 예선 탈락                    | 예선 탈락                    | 예선 탈락                    | 예선 탈락                    | 예선 탈락                    | 예선 탈락                    | 예선 탈락                    | 예선 탈락                    | 예선 탈락                    |
| 2014년                | 예선 탈락                    | 예선 탈락                    | 예선 탈락                    | 예선 탈락                    | 예선 탈락                    | 예선 탈락                    | 예선 탈락                    | 예선 탈락                    | 예선 탈락                    |
| 2018년                | 조별리그                     | 17위                         | 3                            | 1                            | 1                            | 1                            | 4                            | 4                            | 4                            |
| 2022년                | 16강                         | 10위                         | 4                            | 2                            | 0                            | 2                            | 5                            | 7                            | 6                            |
| 합계                  | 3회 진출(3/15)               | 8강(1회)                     | 12                           | 5                            | 3                            | 4                            | 16                           | 17                           | 18                           |
| 순위                  | FIFA 월드컵 역대 순위 : 41위 | FIFA 월드컵 역대 순위 : 41위 | FIFA 월드컵 역대 순위 : 41위 | FIFA 월드컵 역대 순위 : 41위 | FIFA 월드컵 역대 순위 : 41위 | FIFA 월드컵 역대 순위 : 41위 | FIFA 월드컵 역대 순위 : 41위 | FIFA 월드컵 역대 순위 : 41위 | FIFA 월드컵 역대 순위 : 41위 |

### FIFA 월드컵(예선)
| FIFA 월드컵 예선 기록 | FIFA 월드컵 예선 기록                        | FIFA 월드컵 예선 기록                        | FIFA 월드컵 예선 기록                        | FIFA 월드컵 예선 기록                        | FIFA 월드컵 예선 기록                        | FIFA 월드컵 예선 기록                        | FIFA 월드컵 예선 기록                        | FIFA 월드컵 예선 기록                        | FIFA 월드컵 예선 기록                        |
| 년도                  | 경기                                         | 승                                           | 무*                                          | 패                                           | 득점                                         | 실점                                         | 승점                                         |                                              |                                              |
| --------------------- | -------------------------------------------- | -------------------------------------------- | -------------------------------------------- | -------------------------------------------- | -------------------------------------------- | -------------------------------------------- | -------------------------------------------- | -------------------------------------------- | -------------------------------------------- |
| 1930년                | 독립 이전                                    | 독립 이전                                    | 독립 이전                                    | 독립 이전                                    | 독립 이전                                    | 독립 이전                                    | 독립 이전                                    |                                              |                                              |
| 1934년                | 독립 이전                                    | 독립 이전                                    | 독립 이전                                    | 독립 이전                                    | 독립 이전                                    | 독립 이전                                    | 독립 이전                                    |                                              |                                              |
| 1938년                | 독립 이전                                    | 독립 이전                                    | 독립 이전                                    | 독립 이전                                    | 독립 이전                                    | 독립 이전                                    | 독립 이전                                    |                                              |                                              |
| 1950년                | 독립 이전                                    | 독립 이전                                    | 독립 이전                                    | 독립 이전                                    | 독립 이전                                    | 독립 이전                                    | 독립 이전                                    |                                              |                                              |
| 1954년                | 독립 이전                                    | 독립 이전                                    | 독립 이전                                    | 독립 이전                                    | 독립 이전                                    | 독립 이전                                    | 독립 이전                                    |                                              |                                              |
| 1958년                | 독립 이전                                    | 독립 이전                                    | 독립 이전                                    | 독립 이전                                    | 독립 이전                                    | 독립 이전                                    | 독립 이전                                    |                                              |                                              |
| 1962년                | 없음                                         | 없음                                         | 없음                                         | 없음                                         | 없음                                         | 없음                                         | 없음                                         |                                              |                                              |
| 1966년                | 기권                                         | 기권                                         | 기권                                         | 기권                                         | 기권                                         | 기권                                         | 기권                                         |                                              |                                              |
| 1970년                | 3                                            | 1                                            | 0                                            | 2                                            | 2                                            | 4                                            | 3                                            |                                              |                                              |
| 1974년                | 2                                            | 0                                            | 1                                            | 1                                            | 1                                            | 2                                            | 1                                            |                                              |                                              |
| 1978년                | 2                                            | 0                                            | 1                                            | 1                                            | 1                                            | 2                                            | 1                                            |                                              |                                              |
| 1982년                | 2                                            | 0                                            | 1                                            | 1                                            | 0                                            | 1                                            | 1                                            |                                              |                                              |
| 1986년                | 2                                            | 1                                            | 0                                            | 1                                            | 1                                            | 1                                            | 3                                            |                                              |                                              |
| 1990년                | 불참                                         | 불참                                         | 불참                                         | 불참                                         | 불참                                         | 불참                                         | 불참                                         |                                              |                                              |
| 1994년                | 8                                            | 3                                            | 1                                            | 4                                            | 11                                           | 12                                           | 10                                           |                                              |                                              |
| 1998년                | 2                                            | 0                                            | 1                                            | 1                                            | 2                                            | 3                                            | 1                                            |                                              |                                              |
| 2002년                | 10                                           | 5                                            | 4                                            | 1                                            | 16                                           | 3                                            | 19                                           |                                              |                                              |
| 2006년                | 10                                           | 6                                            | 3                                            | 1                                            | 21                                           | 8                                            | 21                                           |                                              |                                              |
| 2010년                | 6                                            | 2                                            | 3                                            | 1                                            | 9                                            | 7                                            | 9                                            |                                              |                                              |
| 2014년                | 8                                            | 3                                            | 4                                            | 1                                            | 11                                           | 8                                            | 13                                           |                                              |                                              |
| 2018년                | 8                                            | 5                                            | 3                                            | 0                                            | 15                                           | 5                                            | 18                                           |                                              |                                              |
| 2022년                | 8                                            | 6                                            | 1                                            | 1                                            | 16                                           | 5                                            | 19                                           |                                              |                                              |
| 합계                  | 71                                           | 32                                           | 23                                           | 16                                           | 106                                          | 61                                           | 119                                          |                                              |                                              |
| 순위                  | 월드컵 예선 승점 순위 : 80위 (아프리카 12위) | 월드컵 예선 승점 순위 : 80위 (아프리카 12위) | 월드컵 예선 승점 순위 : 80위 (아프리카 12위) | 월드컵 예선 승점 순위 : 80위 (아프리카 12위) | 월드컵 예선 승점 순위 : 80위 (아프리카 12위) | 월드컵 예선 승점 순위 : 80위 (아프리카 12위) | 월드컵 예선 승점 순위 : 80위 (아프리카 12위) | 월드컵 예선 승점 순위 : 80위 (아프리카 12위) | 월드컵 예선 승점 순위 : 80위 (아프리카 12위) |

## 아프리카 네이션스컵(본선)
| 아프리카 네이션스컵 본선 기록 | 아프리카 네이션스컵 본선 기록        | 아프리카 네이션스컵 본선 기록        | 아프리카 네이션스컵 본선 기록        | 아프리카 네이션스컵 본선 기록        | 아프리카 네이션스컵 본선 기록        | 아프리카 네이션스컵 본선 기록        | 아프리카 네이션스컵 본선 기록        | 아프리카 네이션스컵 본선 기록        | 아프리카 네이션스컵 본선 기록        |
| 년도                          | 결과                                 | 순위                                 | 경기                                 | 승                                   | 무*                                  | 패                                   | 득점                                 | 실점                                 | 승점                                 |
| ----------------------------- | ------------------------------------ | ------------------------------------ | ------------------------------------ | ------------------------------------ | ------------------------------------ | ------------------------------------ | ------------------------------------ | ------------------------------------ | ------------------------------------ |
| 1957년                        | 독립 이전                            | 독립 이전                            | 독립 이전                            | 독립 이전                            | 독립 이전                            | 독립 이전                            | 독립 이전                            | 독립 이전                            | 독립 이전                            |
| 1959년                        | 독립 이전                            | 독립 이전                            | 독립 이전                            | 독립 이전                            | 독립 이전                            | 독립 이전                            | 독립 이전                            | 독립 이전                            | 독립 이전                            |
| 1962년                        | 비회원국                             | 비회원국                             | 비회원국                             | 비회원국                             | 비회원국                             | 비회원국                             | 비회원국                             | 비회원국                             | 비회원국                             |
| 1963년                        | 비회원국                             | 비회원국                             | 비회원국                             | 비회원국                             | 비회원국                             | 비회원국                             | 비회원국                             | 비회원국                             | 비회원국                             |
| 1965년                        | 4강                                  | 4위                                  | 3                                    | 1                                    | 1                                    | 1                                    | 5                                    | 2                                    | 4                                    |
| 1968년                        | 조별리그                             | 5위                                  | 3                                    | 1                                    | 1                                    | 1                                    | 5                                    | 5                                    | 4                                    |
| 1970년                        | 예선 탈락                            | 예선 탈락                            | 예선 탈락                            | 예선 탈락                            | 예선 탈락                            | 예선 탈락                            | 예선 탈락                            | 예선 탈락                            | 예선 탈락                            |
| 1972년                        | 예선 탈락                            | 예선 탈락                            | 예선 탈락                            | 예선 탈락                            | 예선 탈락                            | 예선 탈락                            | 예선 탈락                            | 예선 탈락                            | 예선 탈락                            |
| 1974년                        | 예선 탈락                            | 예선 탈락                            | 예선 탈락                            | 예선 탈락                            | 예선 탈락                            | 예선 탈락                            | 예선 탈락                            | 예선 탈락                            | 예선 탈락                            |
| 1976년                        | 예선 탈락                            | 예선 탈락                            | 예선 탈락                            | 예선 탈락                            | 예선 탈락                            | 예선 탈락                            | 예선 탈락                            | 예선 탈락                            | 예선 탈락                            |
| 1978년                        | 예선 탈락                            | 예선 탈락                            | 예선 탈락                            | 예선 탈락                            | 예선 탈락                            | 예선 탈락                            | 예선 탈락                            | 예선 탈락                            | 예선 탈락                            |
| 1980년                        | 불참                                 | 불참                                 | 불참                                 | 불참                                 | 불참                                 | 불참                                 | 불참                                 | 불참                                 | 불참                                 |
| 1982년                        | 예선 탈락                            | 예선 탈락                            | 예선 탈락                            | 예선 탈락                            | 예선 탈락                            | 예선 탈락                            | 예선 탈락                            | 예선 탈락                            | 예선 탈락                            |
| 1984년                        | 예선 탈락                            | 예선 탈락                            | 예선 탈락                            | 예선 탈락                            | 예선 탈락                            | 예선 탈락                            | 예선 탈락                            | 예선 탈락                            | 예선 탈락                            |
| 1986년                        | 조별리그                             | 5위                                  | 3                                    | 2                                    | 0                                    | 1                                    | 3                                    | 1                                    | 6                                    |
| 1988년                        | 예선 탈락                            | 예선 탈락                            | 예선 탈락                            | 예선 탈락                            | 예선 탈락                            | 예선 탈락                            | 예선 탈락                            | 예선 탈락                            | 예선 탈락                            |
| 1990년                        | 4강                                  | 4위                                  | 5                                    | 1                                    | 2                                    | 2                                    | 3                                    | 3                                    | 5                                    |
| 1992년                        | 8강                                  | 5위                                  | 3                                    | 1                                    | 0                                    | 2                                    | 4                                    | 3                                    | 3                                    |
| 1994년                        | 8강                                  | 8위                                  | 3                                    | 1                                    | 0                                    | 2                                    | 2                                    | 3                                    | 3                                    |
| 1996년                        | 예선 탈락                            | 예선 탈락                            | 예선 탈락                            | 예선 탈락                            | 예선 탈락                            | 예선 탈락                            | 예선 탈락                            | 예선 탈락                            | 예선 탈락                            |
| 1998년                        | 예선 탈락                            | 예선 탈락                            | 예선 탈락                            | 예선 탈락                            | 예선 탈락                            | 예선 탈락                            | 예선 탈락                            | 예선 탈락                            | 예선 탈락                            |
| 2000년                        | 8강                                  | 7위                                  | 4                                    | 1                                    | 1                                    | 2                                    | 6                                    | 6                                    | 4                                    |
| 2002년                        | 준우승                               | 2위                                  | 6                                    | 4                                    | 2                                    | 0                                    | 6                                    | 1                                    | 14                                   |
| 2004년                        | 8강                                  | 5위                                  | 4                                    | 1                                    | 2                                    | 1                                    | 4                                    | 2                                    | 5                                    |
| 2006년                        | 4강                                  | 4위                                  | 6                                    | 2                                    | 0                                    | 4                                    | 7                                    | 8                                    | 6                                    |
| 2008년                        | 조별리그                             | 12위                                 | 3                                    | 0                                    | 2                                    | 1                                    | 4                                    | 6                                    | 2                                    |
| 2010년                        | 예선 탈락                            | 예선 탈락                            | 예선 탈락                            | 예선 탈락                            | 예선 탈락                            | 예선 탈락                            | 예선 탈락                            | 예선 탈락                            | 예선 탈락                            |
| 2012년                        | 조별리그                             | 13위                                 | 3                                    | 0                                    | 0                                    | 3                                    | 3                                    | 6                                    | 0                                    |
| 2013년                        | 예선 탈락                            | 예선 탈락                            | 예선 탈락                            | 예선 탈락                            | 예선 탈락                            | 예선 탈락                            | 예선 탈락                            | 예선 탈락                            | 예선 탈락                            |
| 2015년                        | 조별리그                             | 9위                                  | 3                                    | 1                                    | 1                                    | 1                                    | 3                                    | 4                                    | 4                                    |
| 2017년                        | 8강                                  | 5위                                  | 4                                    | 2                                    | 2                                    | 0                                    | 6                                    | 2                                    | 8                                    |
| 2019년                        | 준우승                               | 2위                                  | 7                                    | 5                                    | 0                                    | 2                                    | 8                                    | 2                                    | 15                                   |
| 합계                          | 15회 진출(15/30)                     | 준우승(2회)                          | 60                                   | 23                                   | 14                                   | 23                                   | 69                                   | 54                                   | 83                                   |
| 순위                          | 아프리카 네이션스컵 역대 순위 : 11위 | 아프리카 네이션스컵 역대 순위 : 11위 | 아프리카 네이션스컵 역대 순위 : 11위 | 아프리카 네이션스컵 역대 순위 : 11위 | 아프리카 네이션스컵 역대 순위 : 11위 | 아프리카 네이션스컵 역대 순위 : 11위 | 아프리카 네이션스컵 역대 순위 : 11위 | 아프리카 네이션스컵 역대 순위 : 11위 | 아프리카 네이션스컵 역대 순위 : 11위 |

### 아프리카 네이션스컵(예선)
| 아프리카 네이션스컵 예선 기록 | 아프리카 네이션스컵 예선 기록 | 아프리카 네이션스컵 예선 기록 | 아프리카 네이션스컵 예선 기록 | 아프리카 네이션스컵 예선 기록 | 아프리카 네이션스컵 예선 기록 | 아프리카 네이션스컵 예선 기록 | 아프리카 네이션스컵 예선 기록 |
| 년도                          | 경기                          | 승                            | 무*                           | 패                            | 득점                          | 실점                          | 승점                          |
| ----------------------------- | ----------------------------- | ----------------------------- | ----------------------------- | ----------------------------- | ----------------------------- | ----------------------------- | ----------------------------- |
| 1957년                        | 독립 이전                     | 독립 이전                     | 독립 이전                     | 독립 이전                     | 독립 이전                     | 독립 이전                     | 독립 이전                     |
| 1959년                        | 독립 이전                     | 독립 이전                     | 독립 이전                     | 독립 이전                     | 독립 이전                     | 독립 이전                     | 독립 이전                     |
| 1962년                        | 비회원국                      | 비회원국                      | 비회원국                      | 비회원국                      | 비회원국                      | 비회원국                      | 비회원국                      |
| 1963년                        | 비회원국                      | 비회원국                      | 비회원국                      | 비회원국                      | 비회원국                      | 비회원국                      | 비회원국                      |
| 1965년                        | 4                             | 3                             | 0                             | 1                             | 8                             | 4                             | 9                             |
| 1968년                        | 5                             | 3                             | 1                             | 1                             | 11                            | 7                             | 10                            |
| 1970년                        | 2                             | 0                             | 1                             | 1                             | 4                             | 5                             | 1                             |
| 1972년                        | 2                             | 0                             | 1                             | 1                             | 0                             | 1                             | 1                             |
| 1974년                        | 2                             | 1                             | 0                             | 1                             | 3                             | 3                             | 3                             |
| 1976년                        | 2                             | 1                             | 0                             | 1                             | 2                             | 5                             | 3                             |
| 1978년                        | 4                             | 3                             | 0                             | 1                             | 6                             | 5                             | 9                             |
| 1980년                        | 불참                          | 불참                          | 불참                          | 불참                          | 불참                          | 불참                          | 불참                          |
| 1982년                        | 4                             | 2                             | 1                             | 1                             | 4                             | 2                             | 7                             |
| 1984년                        | 6                             | 2                             | 2                             | 2                             | 4                             | 5                             | 8                             |
| 1986년                        | 4                             | 2                             | 1                             | 1                             | 5                             | 2                             | 7                             |
| 1988년                        | 4                             | 1                             | 3                             | 0                             | 4                             | 0                             | 6                             |
| 1990년                        | 2                             | 2                             | 0                             | 0                             | 4                             | 0                             | 6                             |
| 1992년                        | 자동진출(개최국)              | 자동진출(개최국)              | 자동진출(개최국)              | 자동진출(개최국)              | 자동진출(개최국)              | 자동진출(개최국)              | 자동진출(개최국)              |
| 1994년                        | 6                             | 2                             | 1                             | 3                             | 8                             | 9                             | 7                             |
| 1996년                        | 8                             | 3                             | 3                             | 2                             | 10                            | 8                             | 12                            |
| 1998년                        | 6                             | 2                             | 2                             | 2                             | 5                             | 6                             | 8                             |
| 2000년                        | 8                             | 4                             | 2                             | 2                             | 15                            | 8                             | 14                            |
| 2002년                        | 4                             | 1                             | 2                             | 1                             | 4                             | 2                             | 5                             |
| 2004년                        | 4                             | 3                             | 1                             | 0                             | 7                             | 1                             | 10                            |
| 2006년                        | 10                            | 6                             | 3                             | 1                             | 21                            | 8                             | 21                            |
| 2008년                        | 6                             | 3                             | 2                             | 1                             | 12                            | 3                             | 11                            |
| 2010년                        | 6                             | 2                             | 3                             | 1                             | 9                             | 7                             | 9                             |
| 2012년                        | 6                             | 5                             | 1                             | 0                             | 16                            | 2                             | 16                            |
| 2013년                        | 2                             | 0                             | 0                             | 2                             | 2                             | 6                             | 0                             |
| 2015년                        | 6                             | 4                             | 1                             | 1                             | 8                             | 1                             | 13                            |
| 2017년                        | 6                             | 6                             | 0                             | 0                             | 13                            | 2                             | 18                            |
| 2019년                        | 6                             | 5                             | 1                             | 0                             | 12                            | 2                             | 16                            |
| 합계                          | 125                           | 66                            | 32                            | 27                            | 197                           | 104                           | 230                           |

## 하계 올림픽
| 올림픽 축구 기록 | 올림픽 축구 기록 | 올림픽 축구 기록 | 올림픽 축구 기록 | 올림픽 축구 기록 | 올림픽 축구 기록 | 올림픽 축구 기록 | 올림픽 축구 기록 | 올림픽 축구 기록 | 올림픽 축구 기록 |
| 년도             | 결과             | 순위             | 경기             | 승               | 무*              | 패               | 득점             | 실점             | 승점             |
| ---------------- | ---------------- | ---------------- | ---------------- | ---------------- | ---------------- | ---------------- | ---------------- | ---------------- | ---------------- |
| 1964년           | 불참             | 불참             | 불참             | 불참             | 불참             | 불참             | 불참             | 불참             | 불참             |
| 1968년           | 진출 실패        | 진출 실패        | 진출 실패        | 진출 실패        | 진출 실패        | 진출 실패        | 진출 실패        | 진출 실패        | 진출 실패        |
| 1972년           | 진출 실패        | 진출 실패        | 진출 실패        | 진출 실패        | 진출 실패        | 진출 실패        | 진출 실패        | 진출 실패        | 진출 실패        |
| 1976년           | 진출 실패        | 진출 실패        | 진출 실패        | 진출 실패        | 진출 실패        | 진출 실패        | 진출 실패        | 진출 실패        | 진출 실패        |
| 1980년           | 진출 실패        | 진출 실패        | 진출 실패        | 진출 실패        | 진출 실패        | 진출 실패        | 진출 실패        | 진출 실패        | 진출 실패        |
| 1984년           | 진출 실패        | 진출 실패        | 진출 실패        | 진출 실패        | 진출 실패        | 진출 실패        | 진출 실패        | 진출 실패        | 진출 실패        |
| 1988년           | 진출 실패        | 진출 실패        | 진출 실패        | 진출 실패        | 진출 실패        | 진출 실패        | 진출 실패        | 진출 실패        | 진출 실패        |
| 1992년           | 진출 실패        | 진출 실패        | 진출 실패        | 진출 실패        | 진출 실패        | 진출 실패        | 진출 실패        | 진출 실패        | 진출 실패        |
| 1996년           | 진출 실패        | 진출 실패        | 진출 실패        | 진출 실패        | 진출 실패        | 진출 실패        | 진출 실패        | 진출 실패        | 진출 실패        |
| 2000년           | 진출 실패        | 진출 실패        | 진출 실패        | 진출 실패        | 진출 실패        | 진출 실패        | 진출 실패        | 진출 실패        | 진출 실패        |
| 2004년           | 진출 실패        | 진출 실패        | 진출 실패        | 진출 실패        | 진출 실패        | 진출 실패        | 진출 실패        | 진출 실패        | 진출 실패        |
| 2008년           | 진출 실패        | 진출 실패        | 진출 실패        | 진출 실패        | 진출 실패        | 진출 실패        | 진출 실패        | 진출 실패        | 진출 실패        |
| 2012년           | 8강              | 6위              | 4                | 1                | 2                | 1                | 6                | 6                | 5                |
| 2016년           | 진출 실패        | 진출 실패        | 진출 실패        | 진출 실패        | 진출 실패        | 진출 실패        | 진출 실패        | 진출 실패        | 진출 실패        |
| 합계             | 1회 진출(1/14)   | 8강(1회)         | 4                | 1                | 2                | 1                | 6                | 6                | 5                |

## 주요 선수
- 라민 가사마
- 칼리두 쿨리발리
- 이드리사 게예
- 사디오 마네
- 셰이쿠 쿠야테
- 에두아르 멘디
- 이스마일라 사르
- 파페 사르

## 역대 감독
| 감독        | 임기        |
| ----------- | ----------- |
| 브뤼노 메취 | 2000 ~ 2002 |
| 알랭 지레스 | 2013 ~ 2015 |
| 알리우 시세 | 2015 ~ 2024 |